# 山本正 (宇治市長)
山本 正（やまもと ただし、1947年〈昭和22年〉5月1日 - ）は、日本の政治家。京都府宇治市長（2期）、京都府議会議員（4期）、宇治市議会議員（3期）、民主党京都府連幹事長等などを歴任した。

## 概要
京都府与謝郡野田川町（現与謝野町）生まれ。1963年、関西電力に入社。1968年、京都府立朱雀高等学校卒業。関西電力在職中は、関電労組の役員も務めた。
1987年、宇治市議会議員選挙に立候補して初当選し、1999年まで宇治市議を3期12年務めた。1999年、京都府議会議員選挙に鞍替えして宇治市・久世郡選挙区で当選し、2012年まで4期13年務めた。府議時代は民主党に所属し、同党京都府連幹事長を務めた。
2012年12月16日投開票の宇治市長選挙に民主党の推薦に加え、同党所属の宇治市議6名や連合傘下の労働組合の支援を受けて立候補し、当選した。
2016年10月、再選を目指して12月の宇治市長選挙に立候補する意向を表明。民進党の推薦を受けた現職の山本に加え、自民・公明両党が推薦する元自民党京都府連事務局長、日本共産党が推薦する同党洛南地区委員長が立候補したが、「市民ファースト」を掲げた山本が2候補を僅差で破り、再選を果たした。
2021年11月3日、秋の叙勲において旭日中綬章を受章。